# Saracens F.C.

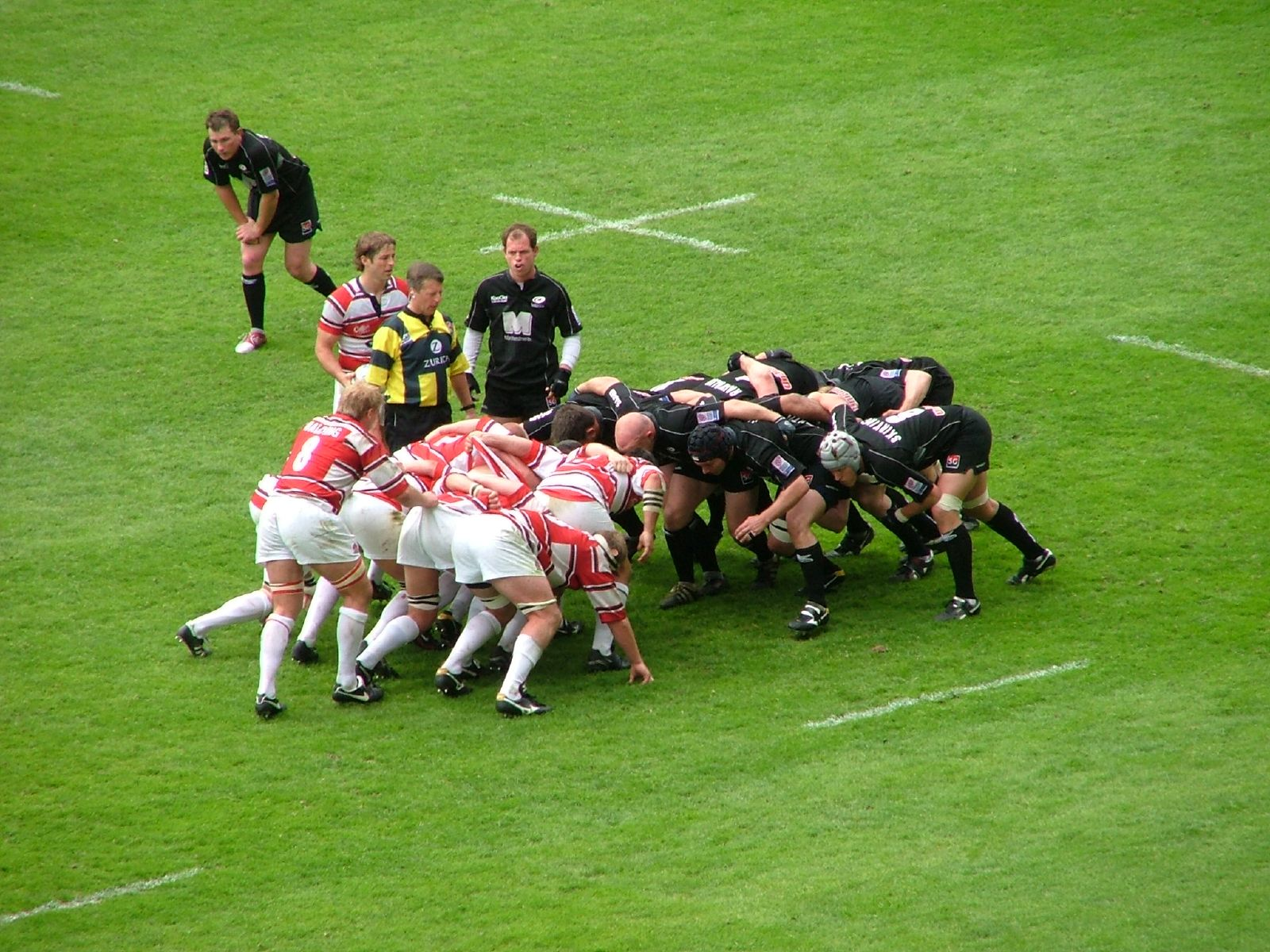
Młyn podczas meczu Saracens (w czarnych strojach) z Gloucester Rugby

Saracens Football Club – założony w 1876 roku angielski klub rugby union. Choć siedzibą klubu jest St Albans, to swoje mecze rozgrywa na Vicarage Road w Watford. Barwy drużyny to czerń i czerwień.
Saracens czterokrotnie zdobywali mistrzostwo angielskiej Premiership – po raz pierwszy w 2011 roku pokonując w finale Leicester Tigers. Oprócz rozgrywek ligi angielskiej, Saracens występują  w Pucharze Anglo-Walijskim i rozgrywkach europejskich (Puchar Heinekena, Europejski Puchar Challenge).

## Skład 2011/2012
| Poz. |                   | Zawodnik                    |
| ---- | ----------------- | --------------------------- |
| M    | Anglia            | Harry Allen                 |
| M    | Południowa Afryka | Schalk Brits                |
| M    | Anglia            | Jamie George                |
| M    | Południowa Afryka | John Smit                   |
| F    | Południowa Afryka | Deon Carstens               |
| F    | Południowa Afryka | Petrus du Plessis           |
| F    | Walia             | Rhys Gill                   |
| F    | Włochy            | Carlos Nieto                |
| F    | Południowa Afryka | Jared Saunders              |
| F    | Anglia            | Matt Stevens                |
| F    | Anglia            | Mako Vunipola               |
| Wsp  | Anglia            | Steve Borthwick (kapitan)   |
| Wsp  | Anglia            | Mouritz Botha               |
| Wsp  | Anglia            | Tom Jubb                    |
| Wsp  | Anglia            | George Kruis                |
| Wsp  | Stany Zjednoczone | Hayden Smith                |
| Wsp  | Anglia            | Hugh Vyvyan                 |
| R    | Szkocja           | Kelly Brown                 |
| R    | Namibia           | Jacques Burger              |
| R    | Anglia            | Will Fraser                 |
| R    | Południowa Afryka | Justin Melck                |
| R    | Anglia            | Andy Saull                  |
| WM   | Południowa Afryka | Ernst Joubert (wicekapitan) |

| Poz. |                   | Zawodnik             |
| ---- | ----------------- | -------------------- |
| WM   | Anglia            | Jackson Wray         |
| ŁM   | Anglia            | Luke Baldwin         |
| ŁM   | Południowa Afryka | Neil de Kock         |
| ŁM   | Anglia            | Ben Spencer          |
| ŁM   | Anglia            | Richard Wigglesworth |
| ŁA   | Anglia            | Owen Farrell         |
| ŁA   | Anglia            | Charlie Hodgson      |
| ŁA   | Południowa Afryka | Derick Hougaard      |
| ŁA   | Południowa Afryka | Sam Stanley          |
| Ś    | Anglia            | Brad Barritt         |
| Ś    | Anglia            | Nils Mordt           |
| Ś    | Anglia            | Rodd Penney          |
| Ś    | Anglia            | Adam Powell          |
| Ś    | Fidżi             | Kameli Ratuvou       |
| Ś    | Anglia            | Duncan Taylor        |
| S    | Nowa Zelandia     | Joe Maddock          |
| S    | Anglia            | James Short          |
| S    | Anglia            | David Strettle       |
| S    | Fidżi             | Michael Tagicakibau  |
| S    | Anglia            | Marcus Watson        |
| O    | Anglia            | Alex Goode           |
| O    | Anglia            | Ben Ransom           |
| O    | Stany Zjednoczone | Chris Wyles          |

## Trofea
- Premiership Rugby
  - mistrzostwo: 2010-11, 2014-15, 2015-16, 2017-18, 2018-19, 2022-23[1]
- European Rugby Champions Cup
  - mistrzostwo: 2015-16, 2016-17, 2018-19
- Puchar Anglo-Walijski
  - mistrzostwo: 1997-98, 2014-15